# Eyendorf
Eyendorf is een gemeente in de Duitse deelstaat Nedersaksen. De gemeente maakt deel uit van de Samtgemeinde Salzhausen in het Landkreis Harburg. Eyendorf telt 1.201 inwoners. Het dorp ligt ruim twee kilometer ten zuiden van het grotere dorp Salzhausen, waar winkels, scholen e.d. te vinden zijn.
Eyendorf werd voor het eerst in 1084 in een document vermeld. Het is een weinig belangrijk boeren- en woonforensendorp. Vanwege de ligging nabij de Lüneburger Heide is er ook sprake van een bescheiden toerisme. Voor gegevens over verbindingen e.d. zie het artikel over de Samtgemeinde Salzhausen.

## Bezienswaardige en markante objecten
De Eyendorfer Windmühle uit 1897 wordt door de plaatselijke vereniging "Verein zur Erhaltung der Eyendorfer Windmühle e.V." als museummolen in stand gehouden. De molen ligt aan de toeristische route Niedersächsische Mühlenstraße (Nedersaksische Molenroute). In de molen kunnen stellen uit Eyendorf in het huwelijk treden.
De Großsteingräber bei Eyendorf zijn een complex van drie megalietmonumenten direct ten zuiden van Eyendorf. Ze dateren uit de periode 3500-2800 v. Chr., en worden toegeschreven aan dragers van de Trechterbekercultuur. Eén van deze ganggraven, met Sprockhoff-nummer 678, is goeddeels bewaard gebleven en is in de 20e eeuw gerestaureerd. Van de beide andere zijn slechts fragmenten overgebleven.

## Galerij

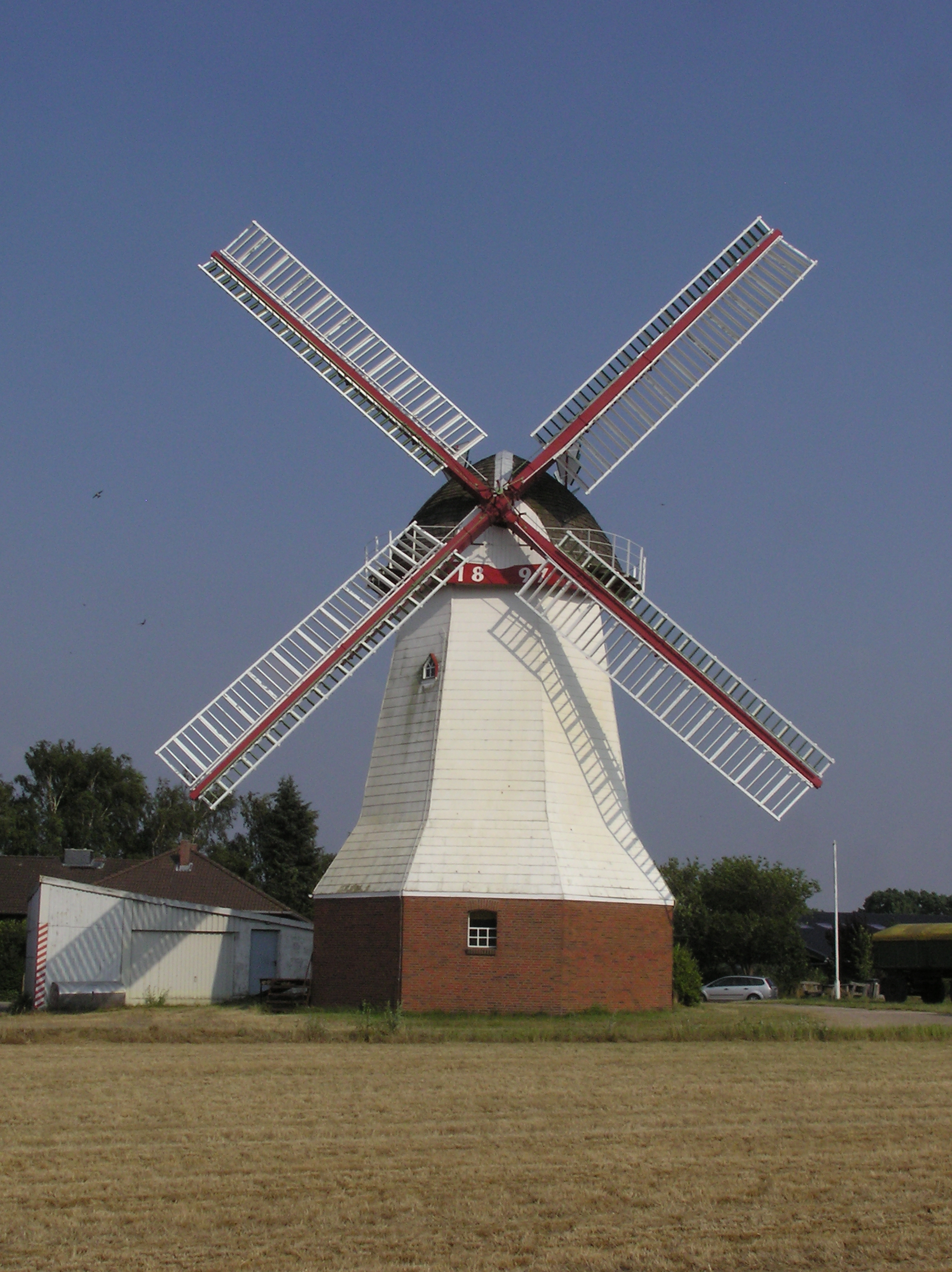
Eyendorfer Windmühle
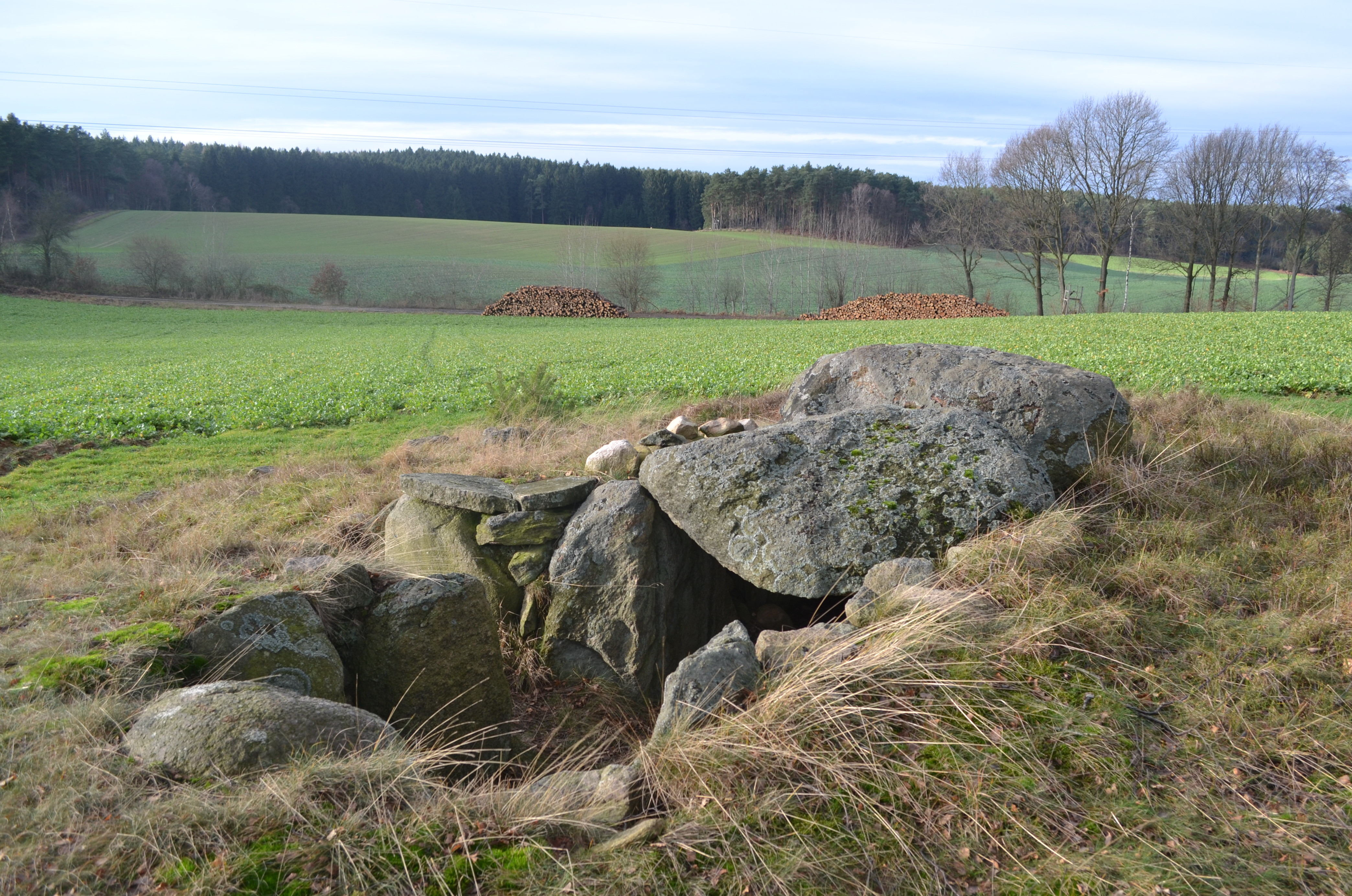
Ganggraf bij Eyendorf
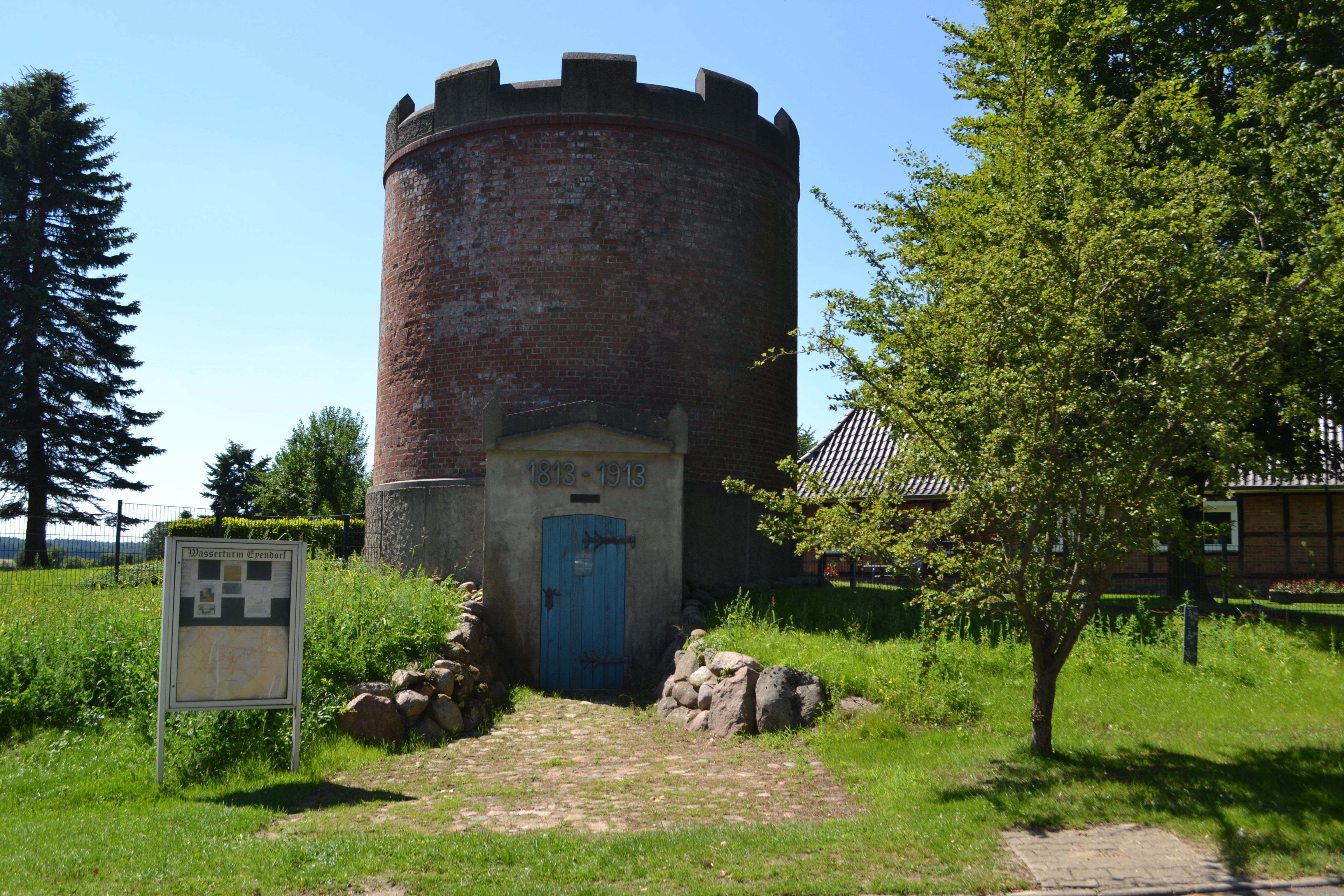
Voormalige watertoren (afgebeeld in het dorpswapen)

Appel · 
Asendorf · 
Bendestorf · 
Brackel · 
Buchholz in der Nordheide · 
Dohren · 
Drage · 
Drestedt · 
Egestorf · 
Eyendorf · 
Garlstorf · 
Garstedt · 
Gödenstorf · 
Halvesbostel · 
Handeloh · 
Hanstedt · 
Harmstorf · 
Heidenau · 
Hollenstedt · 
Jesteburg · 
Kakenstorf · 
Königsmoor · 
Marschacht · 
Marxen · 
Moisburg · 
Neu Wulmstorf · 
Otter · 
Regesbostel · 
Rosengarten · 
Salzhausen · 
Seevetal · 
Stelle · 
Tespe · 
Toppenstedt · 
Tostedt · 
Undeloh · 
Vierhöfen · 
Welle · 
Wenzendorf · 
Winsen (Luhe) · 
Wistedt · 
Wulfsen